# Henric Andersson
Henric Andersson, född 5 februari 1973 i Vänersborg, är en svensk ljudtekniker och guldbaggenominerad ljuddesigner.
Henric Andersson har arbetat som ljudtekniker på åtskilliga film- och tv-produktioner genom åren, såsom Wallander - Hämnden (2009), Jakten (2012), Hundraåringen som klev ut genom fönstret och försvann (2013), En man som heter Ove (2015), Borg (2017) och Unga Astrid (2018). 
Han har också jobbat som ljuddesigner på produktioner som En gång om året (2012), Cirkus Imago - en chans på miljonen (2015), Hashtag (2016), Golden Girl (2016) och In i dimman (2018).  Tillsammans med Peter Adolfsson blev han guldbaggenominerad 2016 i kategorin "Bästa ljud/ljuddesign" för sin insats i dokumentärfilmen Golden Girl, som handlar om Frida Wallbergs liv som professionell boxare.